# Blackeyed Blonde
Blackeyed Blonde ist eine Crossover-Band aus Saarbrücken. Die Gruppe beschreibt ihren Stil als „Crossover-Rap mit Funk- und Metaleinflüssen“.

## Geschichte

### Frühe Jahre (1988–1994)
1988 wurde Blackeyed Blonde von Steve (Schlagzeug) und Dr. Zarkov (Bass) gegründet. Der Bandname geht zurück auf den gleichnamigen Titel auf dem Album Freaky Styley der Red Hot Chili Peppers. Ein Jahr später stießen Tad (Gesang) und Dazy Rock (Messika Guidon, Turntables, Gesang), sowie Taste (Gesang) dazu. Komplettiert wurde die Band durch Wilma (Keyboard) und Ben Hat (Gesang).
Am 30. April 1990 traten Blackeyed Blonde erstmals live in Saarbrücken auf. Ein Jahr später veröffentlichten sie über das Saarbrücker Label HTR ihr Debütalbum „We Do Ya“. Sista Race (Guitar), zuvor bei Microfish, stieß zur Band dazu. Mit ihm gewannen BEB Ende 1992 den mit 12'000 DM dotierten „Saar Rocky“-Preis. Überregional konnte die Band erstmals mit ihrem zweiten Album „So What?!“ auf sich aufmerksam machen, dessen Cover eine Pyramide aus nackten Hinterteilen der Musiker zeigte.
1994 stieg Wilma aus, und es kam H-Nes. Im Sommer 1994 spielte BEB in Köln auf der Musikmesse „Popkomm“ im Vorprogramm der US-Hip-Hop/Rock-Band Boo-Yaa T.R.I.B.E. Nach dem Auftritt unterschrieben sie einen Vertrag beim BMG-Label Gun Records.

### Masafagga und Do Ya Like That Shit (1995–1996)
Am 27. Januar 1995 stellten BEB in der Saarbrücker Garage ihr nächstes Album „Masafagga“ vor. Zugegen war u. a. der Musiksender Viva, der die Band eine Sendung von „Wah Wah“ moderieren ließ. Als Gastsänger war Patrick Morgan (Tell your Mother) dabei, der auch auf dem Album zu hören ist. Das „Masafagga“-Cover zeigte einen Vibrator aus dem „Quelle“-Katalog. Das Album platzierte sich in den deutschen Charts (Platz 76).
Als Single wurde Boomerang ausgekoppelt. BEB gingen auf ihre erste Deutschlandtour. Einen Teil davon absolvierten sie als Support der US-Band 24-7 Spyz. Zum Abschluss der Masafagga-Tour spielte die Band am 30. April 1995 im Saarbrücker Heaven. Nach der Tour waren BEB zu Gast in Stefan Raabs Sendung „Vivasion“ (Viva).
Patrick Morgan schied aus der Band aus und wurde durch Mick ersetzt. Anfang Oktober 1995 absolvierte BEB eine kleine Tournee mit dem zusätzlichen Gastsänger Allen Wright (Headcrash). Kurz darauf begann die Produktion der vierten CD in den CAS-Studios in Schüren. Am 7. März 1996 fand in der Saarbrücker Kulturfabrik die Release-Party der CD „Do Ya Like That Shit“ statt. Ein Event, das von Viva festgehalten wurde. Im April 1996 waren BEB zusammen mit den deutschen Crossover-Bands Schweisser, Farmer Boys und Thumb im Rahmen der „Crossing All Over“ Festivals in Deutschland unterwegs. Parallel dazu stieg „Do Ya Like That Shit“ auf Platz 76 der Albumcharts.

### Shakespeare und Auflösung (1997–1998)
1997 schlugen BEB einen ungewöhnlichen Weg ein. Im Auftrag des Saarbrücker Staatstheater komponierten sie die Musik für eine moderne und endzeitmässige Umsetzung des Shakespeare-Stückes Troilus und Cressida. Dieses wurde im Juni und Juli im Theater Alte Feuerwache aufgeführt. Die BEB-Musiker wurden in die Aufführung integriert: entweder als Darsteller oder Musiker. Noch im selben Jahr erschien die EP „Liebe, Siege, Kriege“, mit vier Songs aus dem Theaterstück plus zwei Remixes. Im Anschluss löste sich die Band 1998 im Streit auf. Gun Records veröffentlichte 1999 BEB Best of mit zwei bis dahin noch unveröffentlichten Tracks aus der Theaterproduktion.

### Seit 2011
2011 bewältigten die Bandmitglieder ihre internen Konflikte, die zur Trennung geführt hatten, und beschlossen, wieder gemeinsam Sound zu machen. 2014 war die Band in ihrer Ur-Besetzung [Tad (Gesang), Taste (Gesang), Steve (Schlagzeug), Zarkov (Bass), Sistah (Gitarre)] wieder da. Als neuer Member stieß DJ SirCut an den Turntabels hinzu. Mit inzwischen überwiegend Texten in deutscher Sprache produzierte die Band im eigenen Keller das Reunion-Album Bitches GEMA-frei im Selbstverlag. In der ausverkauften Garage in Saarbrücken gab die Band am 23. Mai 2014 nach über 17 Jahren wieder ein Konzert. Das Video zur Singleauskopplung Tief wurde am 31. Juli 2015 auf dem eigenen YouTube-Kanal publiziert. Das Album Bitches wurde von David Scheidt neu gemastert, welches unter dem Namen reBITCHed am 16. Dezember 2016 erschien. Eine zweite Auflage wurde 2018 durch das Saar-Indielabel Barhill Records veröffentlicht.
Unter dem Motto Alles wird Goood vollzog Blackeyed Blonde im Oktober 2018 eine bundesweite Club-Tour mit Stationen in Münster, Kamp-Lintfort, Köln, Berlin und Wiesloch. Während der Tour wurde die Stammbesetzung durch Mono (Gesang) und Kai Sonnhalter (Gitarre) verstärkt.

## Diskografie

### Alben
- 1992: We Do Ya
- 1993: So What!?
- 1995: Masafagga
- 1996: Do Ya Like That Shit?
- 1999: Best Of
- 2014: Bitches
- 2016: reBITCHed

### Singles und EPs
- 1995: Boomerang
- 1996: Do Ya Like That Shit?
- 1997: Liebe, Siege, Kriege? (EP)
- 2014: Saarstahl
- 2015: Tief
- 2020: Sonnenschein